# Juan Ignacio Sánchez
|  | «Pepe Sánchez» redirigeix aquí. Vegeu-ne altres significats a «Pepe Sánchez (desambiguació)». |

Juan Ignacio Sánchez, més conegut com a Pepe Sánchez, (Bahía Blanca, 8 de maig 1977) és un jugador professional de bàsquet argentí. Fou base de la selecció argentina de bàsquet entre 1998 i 2006. Entre els seus principals assoliments es destaquen la conquesta de la medalla d'or a Atenes 2004, i de ser el primer jugador argentí a jugar a l'NBA.

## Història
Es va iniciar en les categories formatives de Club El Nacional, un club situat prop de la casa de la seva àvia en Bahía Blanca. Als dotze anys va marxar a jugar a Club Bahiense del Nord, tenint com company a Emanuel Ginóbili. Amb només 17 anys, convocat per l'entrenador Pablo Coleffi, es va traslladar a General Roca per a formar part de l'equip Deportivo Roca, amb el qual va disputar la temporada 1994/95 de la Lliga Nacional de Bàsquet Argentina, ocupant la posició de base suplent. A l'any següent va retornar a la seva ciutat per a continuar la seva carrera en l'Estudiantes de Bahía Blanca. Aquest mateix any va rebre una oferta de la Temple University dels Estats Units, la qual va acceptar però després de finalitzar la seva participació en la Lliga 1995/96.
A mitjan 1996 va formar part de l'equip argentí que va disputar el Torneig Panamericà Juvenil de Puerto Rico. En finalitzar el torneig es va mudar a Filadèlfia per a jugar en l'equip universitari Temple Owls, on va estar quatre anys. Durant aquest període va ser dirigit per diversos entrenadors reconeguts, com John Chaney.
El 1998, després de consolidar-se com un dels millors jugadors argentins de les categories juvenils, va ser convocat per a la selecció sènior. Posteriorment va jugar el Mundial d'Atenes, sent convocat com el tercer base de l'equip, al costat de Marcelo Milanesio i Alejandro Montecchia.
La temporada 1998-99 va resultar clau en la seva carrera, ja consolidat en la seva posició de base, va situar al seu equip entre els millors vuit. Dos anys després es va graduar en Història a la Universitat de Temple i va ser qualificat com el Millor Estudiant-Atleta.
En finalitzar la seva carrera universitària, va preferir quedar-se als Estats Units a l'espera de ser convocat per alguna plantilla de l'NBA. Finalment, Philadelphia 76ers va ser l'equip que el va sumar a les seves files, fent el seu debut en l'NBA el 31 d'octubre del 2000, en el mític Madison Square Garden de Nova York davant els New York Knicks.
El 2001 es consolidà com el base titular de la selecció Argentina, obtenint la medalla d'or en el premundial de Neuquén del mateix any. El 2002 va jugar el Mundial d'Indianàpolis, assolint la medalla de plata.
Va continuar la seva carrera a Europa, conquistant l'Eurolliga jugant per al Panathinaikos de Grècia el 2001-2002. El 2003 es va sumar a les files de l'Etosa Alacant. El seu joc va ser clau per a evitar el descens del seu club, i pel seu alt rendiment va ser nomenat el segon millor base de la lliga espanyola.
Després va continuar a Espanya jugant per a l'Unicaja Màlaga, equip amb el qual va assolir dos títols: la Copa del Rei (2005) i la Lliga ACB (2006). L'any 2007 fitxà pel FC Barcelona, club en el qual va jugar durant una temporada.

## Clubs
- 1994-1995: Deportivo Roca - Argentina
- 1995-1996: Estudiantes de Bahía Blanca - Argentina
- 1996-2000: Temple Owls - Estats Units
- 2000-2001: Philadelphia 76ers - Estats Units
- 2001-2001: Atlanta Hawks - Estats Units
- 2001-2002: Panathinaikos - Grècia
- 2002-2003: Detroit Pistons - Estats Units
- 2003-2004: Etosa Alacant - Espanya
- 2004-2004: Golden State Warriors - Estats Units (pretemporada)
- 2004-2007: Unicaja Màlaga - Espanya
- 2007-2008: FC Barcelona - Catalunya
- 2008-2009: Reial Madrid - Espanya
- 2010-2010: Obras Sanitarias - Argentina
- 2010-2013: Weber Bahía - Argentina